# Kepler-9b

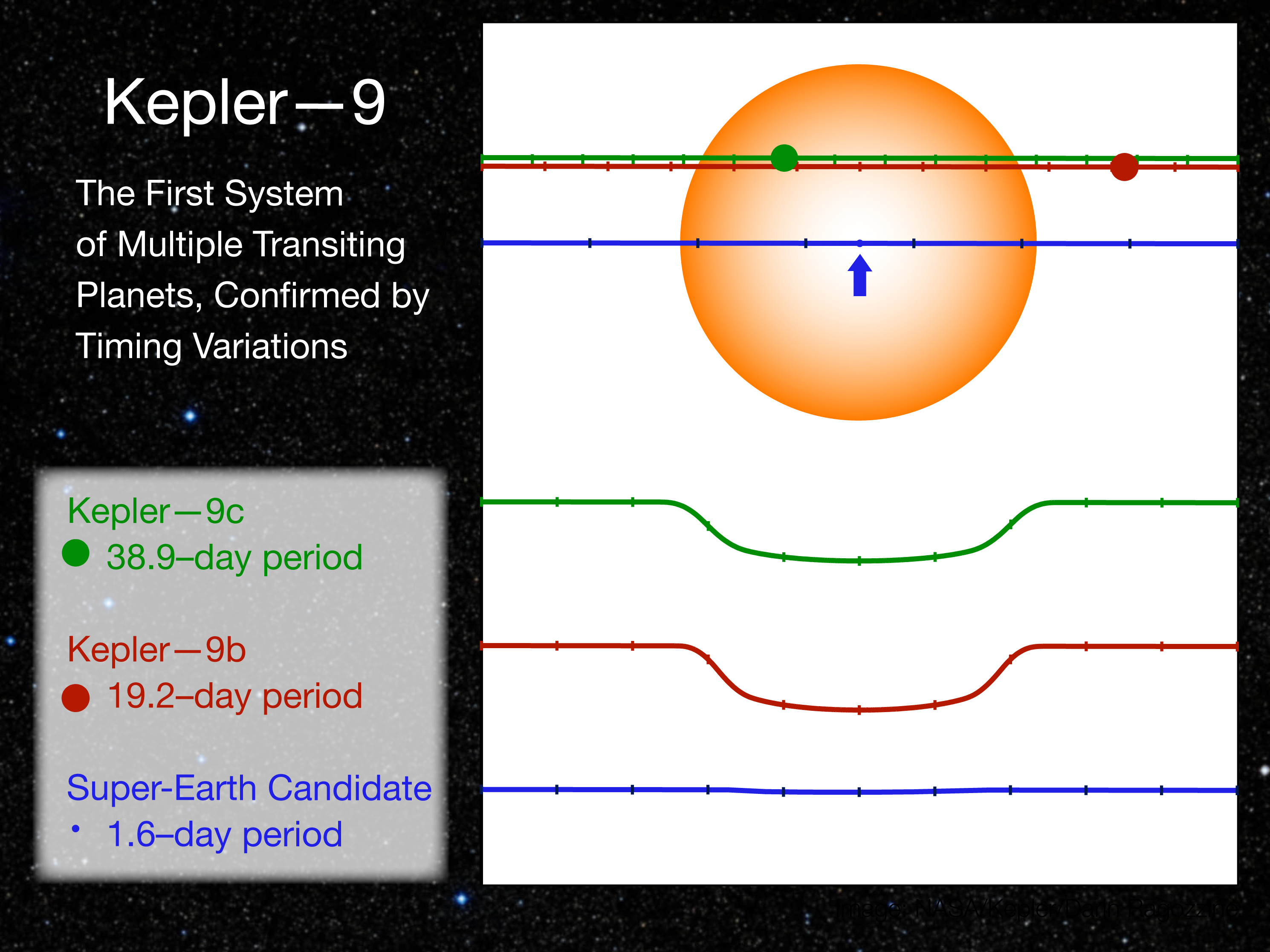
Curvas de luz de los planetas en tránsito de Kepler-9.

Kepler-9b es unos de los primeros 7 exoplanetas descubiertos por la Misión Kepler de la NASA, y, un mínimo de dos en el primer sistema  extrasolar con múltiples tránsitos de planetas.